# Soul Mover
Soul Mover – dziesiąty album studyjny brytyjskiego muzyka Glenna Hughesa. Wydawnictwo ukazało się 25 stycznia 2005 roku nakładem wytwórni muzycznej Frontiers Records. W nagraniach Hughesa wsparli m.in.: znany z występów w zespole Red Hot Chili Peppers perkusista Chad Smith oraz gitarzysta Dave Navarro, członek formacji Jane’s Addiction. Nagrania były promowane teledyskiem do utworu tytułowego, który wyreżyserował Jared Wrobbel. Album dotarł do 48. miejsca szwedzkiej listy przebojów - Sverigetopplistan.

## Lista utworów
Opracowano na podstawie materiału źródłowego.
| Nr  | Tytuł utworu                      | Autorzy                | Długość |
| --- | --------------------------------- | ---------------------- | ------- |
| 1.  | „Soul Mover”                      | Glenn Hughes           | 4:25    |
| 2.  | „She Moves Ghostly”               | Glenn Hughes, JJ Marsh | 5:11    |
| 3.  | „High Road”                       | Glenn Hughes           | 4:58    |
| 4.  | „Orion”                           | Glenn Hughes, JJ Marsh | 4:15    |
| 5.  | „Change Yourself”                 | Glenn Hughes           | 4:27    |
| 6.  | „Let It Go”                       | Glenn Hughes           | 6:47    |
| 7.  | „Dark Star”                       | Glenn Hughes, JJ Marsh | 3:51    |
| 8.  | „Isolation”                       | Glenn Hughes, JJ Marsh | 4:36    |
| 9.  | „Land Of The Livin' (Wonderland)” | Glenn Hughes, JJ Marsh | 4:54    |
| 10. | „Miss Little Insane”              | Glenn Hughes           | 4:21    |
| 11. | „Last Mistake”                    | Glenn Hughes, JJ Marsh | 5:04    |
| 12. | „Don't Let Me Bleed”              | Glenn Hughes, JJ Marsh | 7:31    |
|     |                                   |                        | 1:00:20 |

| Edycja australijska | Edycja australijska               | Edycja australijska    | Edycja australijska |
| Nr                  | Tytuł utworu                      | Autorzy                | Długość             |
| ------------------- | --------------------------------- | ---------------------- | ------------------- |
| 1.                  | „Soul Mover”                      | Glenn Hughes           | 4:25                |
| 2.                  | „She Moves Ghostly”               | Glenn Hughes, JJ Marsh | 5:11                |
| 3.                  | „High Road”                       | Glenn Hughes           | 4:58                |
| 4.                  | „Orion”                           | Glenn Hughes, JJ Marsh | 4:15                |
| 5.                  | „Change Yourself”                 | Glenn Hughes           | 4:27                |
| 6.                  | „Let It Go”                       | Glenn Hughes           | 6:47                |
| 7.                  | „Dark Star”                       | Glenn Hughes, JJ Marsh | 3:51                |
| 8.                  | „Isolation”                       | Glenn Hughes, JJ Marsh | 4:36                |
| 9.                  | „Land Of The Livin' (Wonderland)” | Glenn Hughes, JJ Marsh | 4:54                |
| 10.                 | „Miss Little Insane”              | Glenn Hughes           | 4:21                |
| 11.                 | „Last Mistake”                    | Glenn Hughes, JJ Marsh | 5:04                |
| 12.                 | „Don't Let Me Bleed”              | Glenn Hughes, JJ Marsh | 7:31                |
| 13.                 | „Nights in White Satin”           | Justin Hayward         | 4:56                |
|                     |                                   |                        | 1:05:16             |

## Twórcy
Opracowano na podstawie materiału źródłowego.

- Glenn Hughes - wokal prowadzący, gitara basowa, gitara elektryczna, produkcja muzyczna
- Dave Navarro - gościnnie gitara elektryczna (1, 2)
- John Frusciante - gościnnie gitara elektryczna (13)
- Darwin Foye - oprawa graficzna
- Chad Smith - perkusja, instrumenty perkusyjne, wokal wspierający, produkcja muzyczna
- Matt Lavella - inżynieria dźwięku
- JJ Marsh - gitara elektryczna
- Ed Roth - instrumenty klawiszowe
- Kevin Bartley - mastering
- Fabrizio Grossi - miksowanie, realizacja nagrań, produkcja muzyczna
- Alex Solca, Mel Curtis/Photodisc - zdjęcia
- Junichi Murakawa - realizacja nagrań